# آیت یوسف او علی
آیت یوسف او علی (به فرانسوی: Ait Youssef Ou Ali) یک منطقهٔ مسکونی در مراکش است که در تازه الحسیمه تاونات واقع شده‌است.

## خصوصیات
آیت یوسف او علی ۱۶٬۴۹۲ نفر جمعیت دارد.